# Ibn Bajja
Ibn Bajja ist ein kleiner Einschlagkrater auf der Mondvorderseite in der Nähe des Südpols, westlich des Kraters Cabeus. Bedingt durch seine Lage liegt das Innere des Kraters meist im Schatten.
Der Krater wurde 2009 von der IAU nach dem spanisch-arabischen Philosophen und Naturforscher Ibn Baddscha offiziell benannt.